# Ташкент (присілок)
Ташке́нт (рос. Ташкент, башк. Ташкент) — присілок у складі Татишлинського району Башкортостану, Росія. Входить до складу Курдимської сільської ради.
Населення — 96 осіб (2010; 118 у 2002).
Національний склад:
- башкири — 94 %